# Belonchamp
Belonchamp település Franciaországban, Haute-Saône megyében. Lakosainak száma 207 fő (2022. január 1.). Belonchamp Ternuay-Melay-et-Saint-Hilaire, Fresse, Mélisey és Saint-Barthélemy községekkel határos.

## Népesség
A település népességének változása:
| Lakosok száma | 222  | 207  | 204  | 207  | 210  | 209  | 210  | 207  |
|               | 2013 | 2015 | 2017 | 2018 | 2019 | 2020 | 2021 | 2022 |